# 출발 (1973년 영화)
《출발》은 한국에서 제작된 최인현 감독의 1973년 영화이다. 박지훈 등이 주연으로 출연하였고 김인동 등이 제작에 참여하였다.

## 출연

### 주연
- 박지훈
- 이영옥